# Фишер, Тибор
Ти́бор Фи́шер (англ. Tibor Fischer; род. 15 ноября 1959, Стокпорт, Большой Манчестер) — английский писатель, журналист.

## Биография
Родился в Великобритании в семье профессиональных баскетболистов, эмигрировавших из Венгрии в 1956 году. Вырос в южном пригороде Лондона. Изучал в Университете Кембриджа латинский и французский языки. По окончании университета работал журналистом-фрилансером, и корреспондентом газеты Daily Telegraph в Будапеште. В настоящее время литературный обозреватель газеты Guardian.
В 1992 году его дебютный роман «Under the frog» (в русском переводе «Хуже некуда») номинировался на Букеровскую премию, после чего Фишер занял второе место в списке лучших молодых британских романистов издательства «Granta» и выиграл премию Бетти Траск. Его произведения отличаются юмором, зачастую чёрным: так, в «Коллекционной вещи» повествование ведётся от имени 5000-летней шумерской посудины.